# Alcis plenimedia
Alcis plenimedia är en fjärilsart som beskrevs av Louis Beethoven Prout 1929. Alcis plenimedia ingår i släktet Alcis och familjen mätare. Inga underarter finns listade i Catalogue of Life.